# Зарево (Домбаровський район)
За́рево (рос. Зарево) — село у складі Домбаровського району Оренбурзької області, Росія.

## Населення
Населення — 42 особи (2010; 181 у 2002).
Національний склад (станом на 2002 рік):
- казахи — 96 %